# Alois Hadamczik
Alois Hadamczik (* 20. Juni 1952 in Kravaře ve Slezsku, Tschechoslowakei) ist ein ehemaliger tschechischer Eishockeyspieler und heutiger -trainer, sowie -funktionär. Zwischen November 2010 und März 2014 war  er Cheftrainer der tschechischen Eishockeynationalmannschaft. Sein Bruder Evžen war ein erfolgreicher Fußballtrainer.

## Karriere
Alois Hadamczik war zunächst selbst als Eishockeyspieler aktiv, konnte dabei jedoch keine nennenswerten Erfolge erzielen und spielte für diverse Vereine ausschließlich in unterklassigen Ligen. Im Jahr 1984 begann er mit seiner Karriere als Trainer beim TŽ VŘSR Třinec und belegte parallel ein Fernstudium an der Fakultät für Sportpädagogik und Sportwissenschaft der Karls-Universität Prag. Bei Třinec war er von 1984 bis 1990 Cheftrainer in der 1. Česká národní hokejová liga, der zweithöchsten tschechoslowakischen Eishockeyspielklasse. Von 1990 bis 1992 war er in Deutschland tätig, wo er den Viertligisten ERC Sonthofen und den Zweitligisten EV Füssen trainierte. Anschließend kehrte er in die Tschechoslowakei zurück und erhielt für die Saison 1992/93 einen Vertrag beim HC Olomouc.
Von 1993 bis 1995 betreute Hadamczik den HC Vítkovice aus der nach der Teilung der Tschechoslowakei neu gegründeten tschechischen Extraliga. In den folgenden fünf Jahren stand er bei seinem Ex-Club HC Železárny Třinec hinter der Bande, mit dem er den bis dahin größten Erfolg seiner Laufbahn erreichte, als er mit seiner Mannschaft in der Saison 1997/98 Vizemeister wurde. Von 2000 bis 2002 trainierte er erneut den HC Vítkovice, mit dem er in der Saison 2001/02 erst im Playoff-Finale dem HC Sparta Prag unterlag. Der Hauptstadtclub verpflichtete nach Saisonende Hadamczik, der bei Sparta jedoch in der Folgezeit keine nennenswerten Erfolge erzielen konnte. 2003 und 2004 belegte er mit Sparta jeweils den dritten Platz in der Extraliga.
Bei den Junioren-Weltmeisterschaften 2004 und 2005 betreute Hadamczik die tschechische U20-Nationalmannschaft. Mit dieser gewann er 2005 die Bronzemedaille. 2006 übernahm er das Amt als Cheftrainer der tschechischen A-Nationalmannschaft von Vladimír Růžička senior. Zunächst erzielte er mit den Tschechen in seinem ersten Jahr gute Resultate. Mit der Nationalmannschaft gewann er bei den Olympischen Winterspielen in Turin die Bronzemedaille, bei der Weltmeisterschaft musste er sich mit seiner Mannschaft erst im Finale den Schweden geschlagen geben. In den folgenden beiden Jahren schied Tschechien jeweils frühzeitig bei den Weltmeisterschaften aus und Hadamczik musste sein Traineramt wieder an seinen Vorgänger Vladimír Růžička abgeben.
Von 2008 bis 2010 hatte Hadamczik beim HC Vítkovice eine Doppelfunktion als Trainer und Manager inne. Nach einem Viertelfinalaus in der ersten Spielzeit wurde er mit seiner Mannschaft in der Saison 2009/10 erneut Vizemeister. Im Finale unterlag er mit seiner Mannschaft dem HC Eaton Pardubice. Im Anschluss an die Weltmeisterschaft 2010 übernahm er erneut das Amt als Cheftrainer der tschechischen Nationalmannschaft von Vladimír Růžička. Nach den Olympischen Winterspielen 2014, bei denen Tschechien im Viertelfinale ausgeschieden war, trat Hadamczik von seinem Amt zurück.

## Erfolge und Auszeichnungen
- 1998 Tschechischer Vizemeister mit dem HC Železárny Třinec
- 2002 Tschechischer Vizemeister mit dem HC Vítkovice
- 2010 Tschechischer Vizemeister mit dem HC Vítkovice

### International
| - 2005 Bronzemedaille bei der U20-Junioren-Weltmeisterschaft - 2006 Bronzemedaille bei den Olympischen Winterspielen - 2006 Silbermedaille bei der Weltmeisterschaft | - 2011 Bronzemedaille bei der Weltmeisterschaft - 2012 Bronzemedaille bei der Weltmeisterschaft |